# セジマミソサザイ
セジマミソサザイ（背縞鷦鷯、Ferminia cerverai）は、スズメ目ミソサザイ科セジマミソサザイ属に分類される鳥類。本種のみでセジマミソサザイ属を構成する。

## 分布
キューバ（サパタ湿原中部および北部）固有種

## 形態
全長16cm。尾羽は長い。上面は灰褐色の羽毛で被われ、頭部には黒い斑紋、背には黒い横縞が入る。下面は淡灰色の羽毛で被われる。翼は非常に短い。
嘴は長い。

## 生態
低木がまばらに生えた湿原や草原、下生えの密生した灌木林に生息する。ほとんど飛翔することはない。
食性は雑食で、昆虫、クモ、陸棲の貝類、小型爬虫類、果実などを食べる。
繁殖形態は卵生。1-7月に茂みの中に球状の巣を作り、1回に4個の卵を産む。

## 人間との関係
開発や野火による生息地の破壊、人為的に移入されたジャワマングースやドブネズミによる捕食などにより生息数は減少している。生息地の一部はサパタ国立公園やサント・トマス動物保護区として保護されているが、実効的な保護策は行われていない。